# گوردون توماس (دوچرخه‌سوار)
گوردون توماس (انگلیسی: Gordon Thomas; ۱۸ اوت ۱۹۲۱ – ۱۰ آوریل ۲۰۱۳) دوچرخه‌سوار اهل بریتانیا بود.
وی در مسابقات کشوری و بین‌المللی در مجموع برندهٔ ۱ مدال نقره شده‌است.